# Francesco Melzi d'Eril

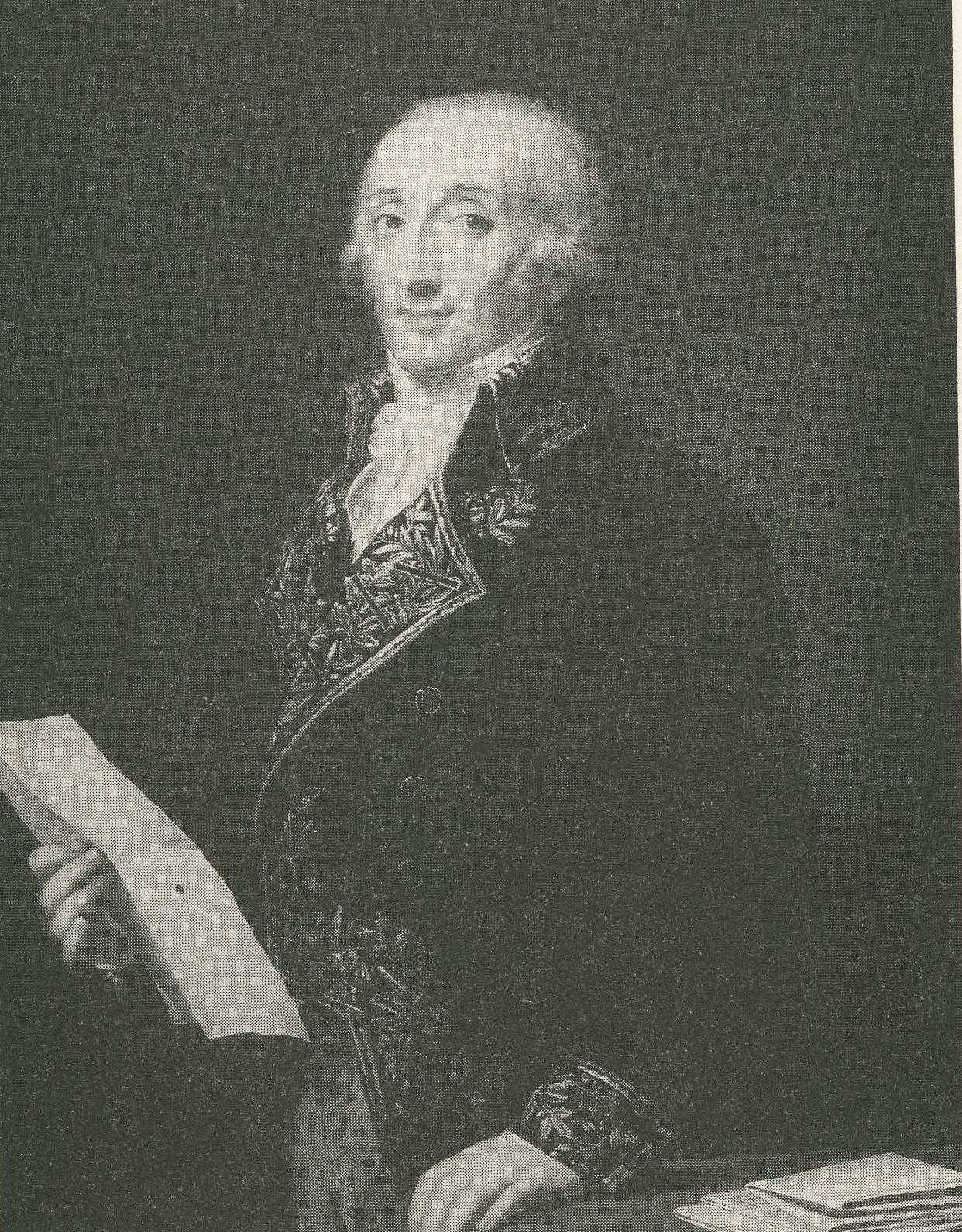
Francesco Melzi d'Eril

Francesco Melzi d'Eril (n. 6 martie 1753, Milano, Ducatul Milanului – d. 16 ianuarie 1816, Milano, Imperiul Austriac) a fost un politician italian, vice-președinte al Republicii Italiene sub Napoleon (1802–1805).
1. ↑  Autoritatea BnF, accesat în 10 octombrie 2015